# 内舎人
内舎人（うどねり）は、宮中における役職。

## 律令制
律令制における官職のひとつ。中務省に属する。『和名抄』では「うちとねり」と記載されている。「うどねり」は略称である。
『大宝令』では帯刀宿衛、供奉雑使、駕行時の護衛と天皇の身辺警護にあたった。詰め所は中務省の東北隅。定員は90人であったが、808年（大同3年）に40人に削減された。しかし1148年（久安4年）成功の希望者に対応するため定員が60名に増やされ、12世紀末になると実際には100名以上置かれていた（『官職秘抄』）。このように、人数については時期により増減がある。
内舎人から選抜された者が摂政、関白の随身を務めたこともあり、これを内舎人随身と呼ぶ。21歳以上の四位以下五位以上の子弟から選抜された。また、三位以上の子弟でも希望があれば無条件で任官された。長上の扱いを受けたために他の舎人系の官職よりも昇進に有利であった。
武士が任ぜられることが多くなると、その本姓と「内舎人」を略した呼称が使われる。源氏で内舎人に任ぜられた者は源内、平氏ならば平内、藤原氏は藤内、橘氏は吉内、紀氏は喜内、清原氏は清内、伴氏は伴内のごとくである。後には、実際の内舎人職や本姓に関わらず名乗られるようになった。

## 明治時代以降
明治時代以降、宮内省に属することとなった。宮内省では侍従長が統括する侍従職に属した。